# ESFP

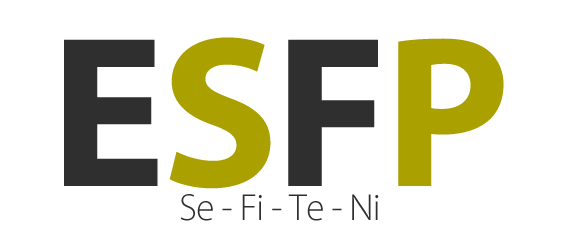
ESFP.

ESFP (Extrovertido, Sensorial, Emocional (Feeling), Perceptivo) es un acrónimo utilizado en el Indicador de Tipo de Myers-Briggs (MBTI) para referirse a uno de los dieciséis tipos de personalidad. La metodología de evaluación MBTI fue desarrollada a partir de los trabajos del eminente psiquiatra Carl G. Jung en su obra Tipos psicológicos, en la que propuso una tipología psicológica basada en sus teorías de funciones cognitivas.
A partir del trabajo de Jung, otros investigadores continuaron con el desarrollo de tipologías psicológicas. Entre los tests de personalidad más difundidos se encuentran el test MBTI, desarrollado por Isabel Briggs Myers y Katharine Cook Briggs, y el Keirsey Temperament Sorter, desarrollado por David Keirsey. Keirsey se refiere a los ESFPs como los Ejecutantes, uno de los cuatro tipos pertenecientes al temperamento que Keirsey denomina Artesano.
Aproximadamente el cuatro al diez por ciento de la población posee un tipo ESFP.

## La preferencia MBTI
Extrovertido  preferido sobre Introvertido
Sensorial  preferido sobre Intuitivo 
Emocional (Feeling)  preferido sobre Racional (Thinking)
Perceptivo  preferido sobre Calificador (Perception)

## Características del tipo ESFP
Los ESFPs viven el momento, experimentando la vida en todo su potencial. Ellos disfrutan de la compañía de las personas, como también del confort que brindan los bienes materiales. Rara vez permiten que las convenciones interfieran con sus vidas, ellos siempre encuentran modos creativos de satisfacer las necesidades humanas. Los ESFPs son excelentes trabajando en equipo, enfocados en completar la tarea maximizando el disfrute y con un mínimo de incordio. Son de naturaleza activos, encuentran placer en nuevas experiencias.
En la mayoría de sus reacciones los ESFP's son del tipo "manos a la obra". Debido a que aprenden más haciendo que estudiando o leyendo, tienden a apurarse a hacer cosas, aprendiendo al interactuar con el ambiente. Por lo general no les gustan la teoría y las explicaciones escritas. Las escuelas tradicionales pueden ser un medio ambiente difícil para los ESFP's, aunque suelen destacarse cuando el tema de estudio es de su interés, o cuando ellos entienden la relevancia del tema y se les permite interactuar con las personas.
Prácticos, realistas, y específicos, los ESFPs toman decisiones de acuerdo a sus estándares personales. Ellos utilizan su Feeling judgment internamente para identificar y tener empatía con otros. Naturalmente atentos al mundo que les rodea, los ESFP's son observadores cuidadosos del comportamiento humano. Ellos rápidamente detectan que acontece con otras personas e inmediatamente responden a sus necesidades individuales. Son especialmente buenos en movilizar a las personas para gestionar crisis. Generosos, optimistas, y persuasivos, son buenos en las interacciones interpersonales. A menudo juegan el rol de pacificador a causa de su naturaleza cálida, inclusiva, y con tacto.
Viviendo el aquí y ahora, a menudo ellos no piensan en los efectos de largo plazo o las consecuencias de sus acciones. Aunque sumamente prácticos, por lo general no le prestan atención a las rutinas, prefiriendo en cambio 'ir con la corriente.'  Debido a que los ESFPs aprenden mejor haciendo y mediante la experiencia directa. El aprendizaje en clases puede ser dificultoso para muchos de ellos, especialmente aquellos con un lado intuitivo muy subdesarrollado.